# Liste des sénateurs belges (législature 1977-1978)
Pour les articles homonymes, voir Liste des sénateurs belges.
Liste des sénateurs pour la législature 1977-78 en Belgique, à la suite des élections législatives par ordre alphabétique.

## Président
- Robert Vandekerckhove

## Membres

### de droit
- S.A.R. Mgr. le Prince Albert de Belgique

### Élus
1. Paul Akkermans (nl) (arr.Anvers)
2. Charles Bailly remplace Freddy Donnay (arr.Liège)
3. Jan Bascour (arr.Bruxelles)
4. René Basecq (arr.Niveles)
5. Pierre Bertrand (arr.Liège)
6. Ferdinand Boey, 3e vice-président (arr.Anvers)
7. Elias Bogaerts, secrétaire (arr.Louvain)
8. Max Bury, secrétaire (arr.Mons-Soignies)
9. Marcel Busieau (arr.Mons-Soignies)
10. Willy Calewaert (arr.Anvers)
11. Aimé-Remy Canipel (arr.Gand-Eeklo)
12. Michel Capoen (arr.Courtrai-Ypres)
13. Omaar Carpels (nl) (arr. Bruges)
14. Jos Chabert[1] (arr.Bruxelles)
15. Lode Claes (arr.Bruxelles)
16. Etienne Cooreman (nl) (arr.Termonde/Saint-Nicolas)
17. Maurits Coppieters (arr. Termonde/Saint-Nicolas)
18. Lambert Croux (arr. Hasselt/Tongres-Maaseik)
19. Guy Cudell (arr.Bruxelles)
20. Henri Cugnon (arrts du Luxembourg)
21. Emile Cuvelier (Arr. Audenarde-Alost)
22. F.Cuvellier (arr. Namur-Dinant-Philippeville) (renonce 10.1978) remplacé par Robert Belot
23. Joseph Daems (arr. Louvain)
24. Mme Rika De Backer-Van Ocken[2] (arr.Anvers)
25. Hector de Bruyne[3] (arr.Anvers)
26. Emile Cuvelier (nl), questeur (arr. Malines/Turnhout)
27. Paul De Clercq (arr.Malines/Turnhout)
28. Jaak De Graeve (arr. Termonde/Saint-Nicolas)
29. Fernand Delmotte (arr. Mons-Soignies)
30. Albert Demuyter (arr.Bruxelles)
31. Maurice De Padt (arr.Audenarde-Alost)
32. Armand De Rore (nl) (arr.Courtrai-Ypres)
33. Jos De Seranno, secrétaire (arr. Malines-Turnhout)
34. chevalier Paul de Stexhe, 2e vice-président (arr. Charleroi/Thuin)
35. Jean Dulac, questeur (arr.Tournai/Ath/Mouscron)
36. comte Yves du Monceau de Bergendal (arr.Nivelles)
37. Robert Dussart (arr.Charleroi-Thuin)
38. Étienne Duvieusart (arr. Charleroi-Thuin)
39. Jean Férir (arr.Hasselt/Tongres-Maaseik)
40. Robert Gijs (arr.Anvers)
41. Jean Gillet (arr.Verviers)
42. Roland Gillet,secrétaire (arr.Bruxelles)
43. Hector Goemans (arr.Anvers)
44. Mme Cécile Goor-Eyben (arr.Bruxelles)
45. Georges Gramme (arr.Verviers)
46. Charles Hanin (arrts du Luxembourg)
47. Mme Huberte Hanquet (arr.Liège)
48. Gaston Hercot, 1er vice-président (arr. Charleroi-Thuin)
49. Frans Houben (arr.Malines-Turnhout)
50. Jacques Hoyaux[4] (arr.Charleroi-Thuin)
51. Antoine Humblet[5] (arr. Namur/Dinant-Phiippeville)
52. Franz Janssens (arr.Charleroi/Thuin)
53. Milou Jeunehomme (arr.Liège)
54. Wim Jorissen, secrétaire (arr.Malines-Turnhout)
55. Jean Kevers, questeur (arr. Tournai-Ath-Mouscron)
56. Léonce Lagae (arr.Louvain)
57. André Lagasse (arr.Bruxelles)
58. André Lagneau (arr. Mons-Soignies)
59. Hilaire Lahaye, questeur (arr. Courtrai-Ypres)
60. Albert Lavens (arr. Courtrai-Ypres)
61. Lecoq (arr.Huy-Waremme)
62. Edward Leemans (arr.Louvain)
63. Jacques Lepaffe (arr.Bruxelles)
64. Leo Lindemans (arr.Bruxelles)
65. Bob Maes (arr.Bruxelles)
66. Pierre Mainil (arr.Mons-Soignies)
67. Mme Lucienne Mathieu-Mohin (arr.Bruxelles)
68. Arthur Meunier (arr. Charleroi-Thuin)
69. Georges Mommerency (nl) (arr. Furnes-Dixmude-Ostende)
70. Mme Maria Panneels-Van Baelen (arr.Bruxelles)
71. Hubert Parotte (arr.Verviers)
72. Paulus (arr.Liège)
73. Marcel Payfa (arr.Bruxelles)
74. Gilbert Pede (arr.Gand-Eeklo)
75. Willy Persyn (arr. Roulers-Tielt)
76. Mme Irène Pétry (arr.Liège)
77. Jacques Pirmolin (arr.Liège)
78. André Poffé (arr.Charleroi-Thuin)
79. Jean Poulain (arr.Namur/Dinant-Philippeville)
80. Georges Radoux (arr.Bruxelles)
81. Max Smeers (arr.Hasselt/Tongres-Maaseik)
82. Mme Clara Smitt (arr.Hasselt-Tongres-Maaseik)
83. Guy Spitaels[6] (arr.Tournai-Ath-Mouscron)
84. Stassart (arr.Huy-Waremme)
85. Michel Toussaint (arr.Namur/Dinant-Philippeville)
86. Mme Georgia Turf-De Munter (arr.Gand-Eeklo)
87. Jules Van Canneyt (arr. Furnes-Dixmude-Ostende)
88. Rik Vandekerckhove[7] (arr. Hasselt-Tongres-Maaseik)
89. John Van den Eynden (arr.Anvers)
90. Charles van de Put (arr.Bruxelles)
91. Frans Vanderborght (arr. Anvers)
92. Eloi Vandersmissen (arr. Hasselt-Tongres-Maaseik)
93. Marcel Vandewiele (arr.Bruges)
94. Frans Vangronsveld (arr.Hasselt/Tongres-Maaseik)
95. Maurice Van Herreweghe (arr.Gand-Eeklo)
96. Antoon Van Nevel (arr.Gand-Eeklo)
97. Roger Vannieuwenhuyze (arr. Roulers-Tielt)
98. Jacques Van Offelen (arr.Bruxelles)
99. Oswald Van Ooteghem (arr.Gand-Eeklo)
100. Alfons Verbist (arr.Malines-Turnhout)
101. Julien Vergeylen (arr. Termonde-Saint-Nicolas)
102. Joris Verhaegen (arr.Malines-Turnhout)
103. Constant Verhasselt (arr. Nivelles)
104. Wim Verleysen (nl) (arr. Audenarde-Alost)
105. Willy Vernimmen (arr.Audenarde-Alost)
106. Roger Windels (arr.Bruges)
107. Jos Wijninckx[8] (arr.Anvers)

### provinciaux
- Hugo Adriaensens
- Dieudonné André
- René Bourgeois
- Walter Claeys (nl)
- Jules Coen
- Robert Conrotte
- Coppens
- Ferdinand De Bondt[9]
- Albert Deconick
- Herman Deleeck
- Mme Josepha De Loore-Raeymaekers
- Pierre Descamps
- René D'Haeyer
- Mme Paula D'Hondt-Van Opdenbosch
- Isidore Egelmeers
- Pierre Falize
- Simon Février
- Joseph Fiévez
- Georges Flagothier
- Aviel Geerinck
- Jan Gerits
- Mlle Lucienne Gillet
- Paul-Charles Goossens
- François Guillaume
- Fernand Herman
- Edgard Hismans
- E. Lacroix
- Pierre Leroy
- Fernand Massart
- Willem Mesotten, secrétaire
- Serge Moureaux
- René Nauwelaerts
- Maurice Olivier
- Gaston Paque
- Peigneux
- Piot
- Evrard Raskin
- comtesse Geneviève Ryckmans-Corin
- André Tilquin
- Leo Vanackere
- Achiel Vandenabeele
- Herman Vanderpoorten
- Robert Vandezande
- Carlo Van Elsen
- Jos Vangeel
- André Vanhaverbeke
- Bernard Van Hoeylandt (nl), questeur
- Guido Van In
- Raoul Van Spitael

### cooptés
- De Baere
- Eugeen De Facq
- Albert Delpérée
- Maurice Dewulf
- Evers
- baron Donald Fallon
- Gaston Geens[10]
- Lucienne Herman-Michielsens
- Rik Kuylen
- Robert Lacroix
- Fortuné Lambiotte
- Mme Françoise Lassance-Hermant
- Guy Lutgen
- Mme Joanna Nauwelaerts-Thues
- François Perin
- Marc-Antoine Pierson
- Willy Seeuws
- Jean Sondag
- Mme Nora Staels-Dompas
- Storme
- André Sweert
- Robert Vandekerckhove, président
- Frans Van der Elst (nl)
- John Van Waterschoot (nl)
- Louis Waltniel